# Stamfunktion
Man beregner en stamfunktion ved at anvende integralregning.

## Ubestemt integral og stamfunktion
Hvis funktionen {\displaystyle F(x)} har differentialkvotienten {\displaystyle F^{\prime }(x)=f(x)}, siger man, at {\displaystyle F} er en stamfunktion til (eller for) {\displaystyle f}, og skriver
{\displaystyle F(x)=\int f(x)\,\operatorname {d} x},
eller
{\displaystyle \int f(x)\,\operatorname {d} x=F(x)+k}
hvor {\displaystyle k} er en ubestemt konstant og et reelt tal, idet enhver funktion af formen {\displaystyle F(x)+k} også vil have differentialkvotienten {\displaystyle f(x)}.
Tabel over stamfunktioner samt differentialkvotienter til udvalgte funktioner {\displaystyle f(x)}:
| stamfunktion {\displaystyle F(x)}       | funktion {\displaystyle f(x)}  | differentialkvotient {\displaystyle f^{\prime }(x)} |
| --------------------------------------- | ------------------------------ | --------------------------------------------------- |
| {\displaystyle kx}                      | {\displaystyle k}              | {\displaystyle 0}                                   |
| {\displaystyle x}                       | {\displaystyle 1}              | {\displaystyle 0}                                   |
| {\displaystyle {1 \over 2}x^{2}}        | {\displaystyle x}              | {\displaystyle 1}                                   |
| {\displaystyle {1 \over 3}x^{3}}        | {\displaystyle x^{2}}          | {\displaystyle 2x}                                  |
| {\displaystyle {\frac {1}{n+1}}x^{n+1}} | {\displaystyle x^{n},n\neq -1} | {\displaystyle nx^{n-1}}                            |
| {\displaystyle e^{x}}                   | {\displaystyle e^{x}}          | {\displaystyle e^{x}}                               |
| {\displaystyle \ln(\|x\|)}              | {\displaystyle x^{-1}}         | {\displaystyle -x^{-2}}                             |
| {\displaystyle -\cos(x)}                | {\displaystyle \sin(x)}        | {\displaystyle \cos(x)}                             |
| {\displaystyle \sin(x)}                 | {\displaystyle \cos(x)}        | {\displaystyle -\sin(x)}                            |
| {\displaystyle -\ln \|\cos(x)\|}        | {\displaystyle \tan(x)}        | {\displaystyle \tan(x)^{2}+1}                       |

Bemærk, at integrationskonstanten {\displaystyle k} er udeladt.

## Bestemt integral og areal
Et areal under grafen for en funktion {\displaystyle f} kan findes ved formlen:
{\displaystyle A=\int _{a}^{b}f(x)\,\operatorname {d} x=F(b)-F(a)}
Hvor {\displaystyle A} er arealet under grafen. {\displaystyle b} er afgrænsningen af arealet mod højre. {\displaystyle a} er afgrænsningen af arealet mod venstre.
(Antaget at man regner med et koordinatsystem som er positivt mod højre)
Dette forudsætter, at funktionen er kontinuert og ikke-negativ i intervallet {\displaystyle [a,b]}.
Her ses arealet illustreret, dog med S som notering for arealet.

## Software kan beregne stamfunktion
Xcas kan beregne stamfunktion med kommandoen: int(funktion,{\displaystyle x})
Maple og Mathematica kan også beregne stamfunktion.

## Bøger
- Hebsgaard, Thomas m.fl. (1989): Matematik Grundbog 2. Forlaget Trip, Vejle. ISBN 87-88049-13-2
- Hebsgaard, Thomas m.fl. (1990): Matematik Højniveau 2. Forlaget Trip, Vejle. ISBN 87-88049-17-5
- Carstensen, Jens & Frandsen, Jesper (1984): Matematik : 2F: Matematik for gymnasiets matematisk-fysiske gren. Systime, Herning. ISBN 87-7351-287-7